# Empoasca salinarum
Empoasca salinarum är en insektsart som först beskrevs av Berg 1879.  Empoasca salinarum ingår i släktet Empoasca och familjen dvärgstritar. Inga underarter finns listade i Catalogue of Life.